# Haltwhistle

Haltwhistle är en liten stad och civil parish i Northumberland i England nära världsarvet Hadrianus mur och floden Tyne. Folkmängden uppgick till 3 811 invånare 2011, på en yta av 1,16 km². Haltwistle utger sig för att vara Storbritanniens medelpunkt.

## Historia
Hadrianus mur, anlagd av romarna, passerade norr om Haltwhistle. Muren övergavs på 400-talet och under 600-talet gjorde Sankt Aidan och kristendomen sitt intåg och Haltwhistle var då långt ifrån händelsernas centrum. 
Med normanderna kom det feodala systemet samtidigt som Haltwhistle blev en handelsplats och 1207 fick köpstadsrättigheter av kung John. Under Edward I började gränskonflikterna längs den engelsk-skotska gränsen öka. De engelska monarkerna ägnade mycket av sin energi åt att försvara sina hertigdömen i Frankrike vilket lämnade fältet öppet för skotska räder. 1598 plundrade skottarna Haltwistle och efter det följde år med fejder och gränsräder. Lokalbefolkningen klarade sig genom att försvara sig i befästa gårdar, bastels, eller befästa torn, pele towers. Med 1600-talet kom freden med mer stabilitet. Ylletillverkningen i trakten blev allt viktigare och under 1700-talet ökade jordbruket. 1800-talets efterfrågan av bly som orsakades av napoleonkrigen och kanalbyggen gick Haltwhistle förbi. Järnvägen mellan Newcastle och Carlisle från 1838 gjorde det möjligt att utnyttja kolfyndigheterna i och runt Haltwihstle och ylle- och tygindustrin växte till. Under 1900-talet förbättrades järnvägsförbindelserna till blygruvor och blybaserad färg började tillverkas i trakten. Haltwhistle blev ett centrum för hantering av godstransporter. Hadrian Paints levererade färg till marinen vars fartyg renoverades före andra världskriget. Färgindustrin och viss sten- och kolbrytning fortsatte fram till 1990-talet

## Ortsnamnet
Namnet Haltwhistle är av anglofranskt ursprung och har sitt ursprung i Haut-Twisla, där haut kommer från  franskan och betyder höglänt terräng och twisla är ett medeltida ord som syftar på  floderna södra Tynes och Haltwhistle Burns sammanflöde. Under 1200-talet hette var platsen känd som Hautwisel.

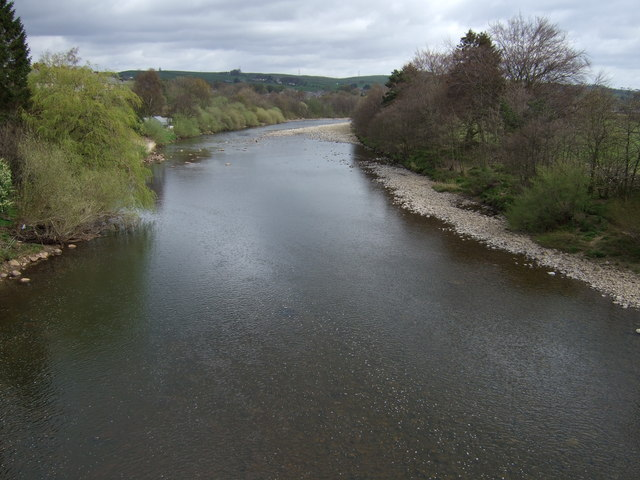
Södra Tyne vid Haltwhistle

## Kommunikationer
Newcastle & Carlisle Railway (alternativt Tyne Valley Line) trafikerar Haltwhistles järnvägsstation. Järnvägslinjen öppnades 1838.

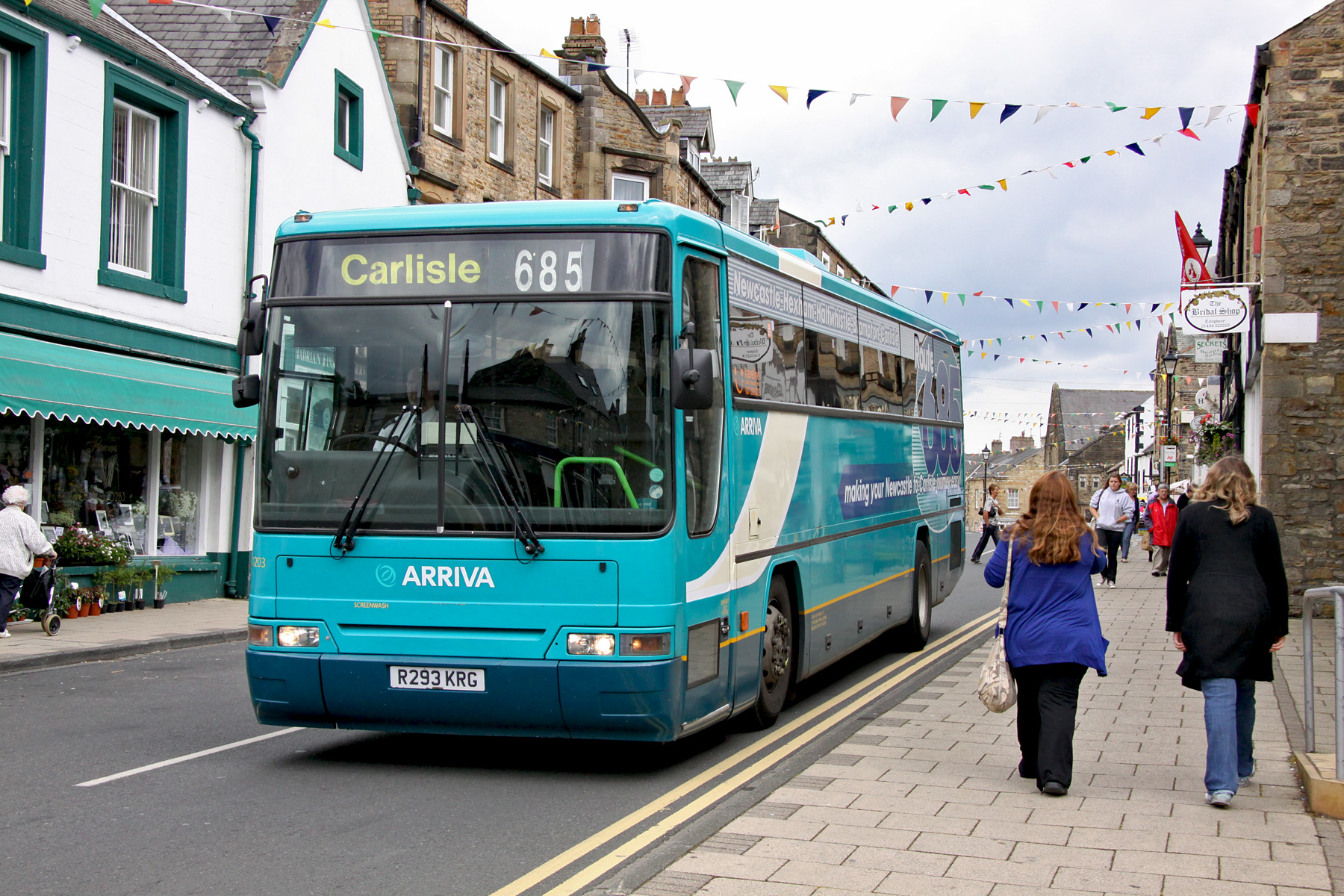
Huvudgatan
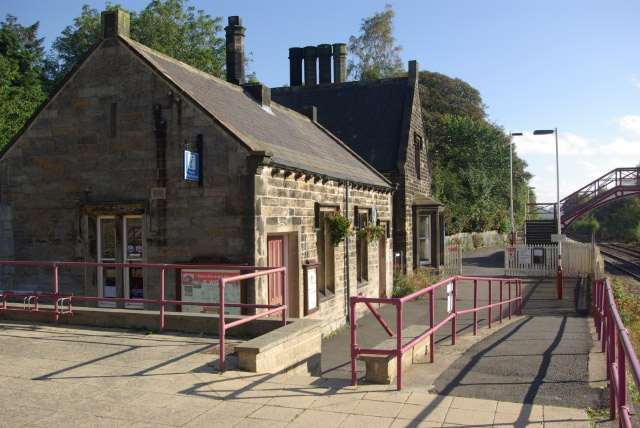
Järnvägsstationen

## Sevärdheter
Halwhistle ligger nära de kända platserna Vindolanda, Housesteads, Chesters, Biroswald och Carvoran längst världsarvet Hadrianus mur. Vid ån Haltwhistle Burn ligger också ett mindre känt fort kallat Haltwhistle Burn strax norr om staden.

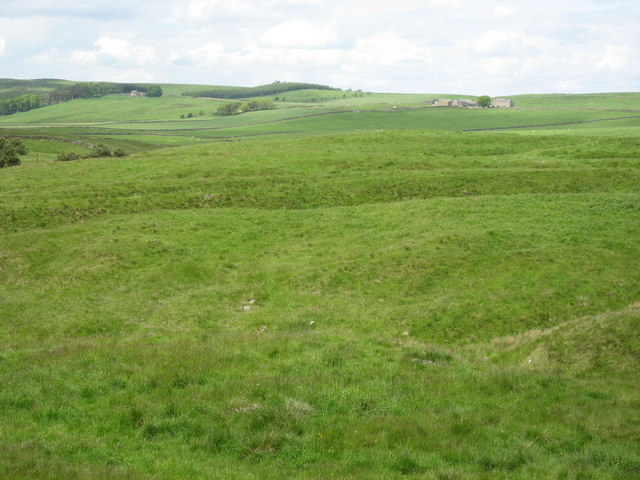
Haltwhistle Burn-fortet
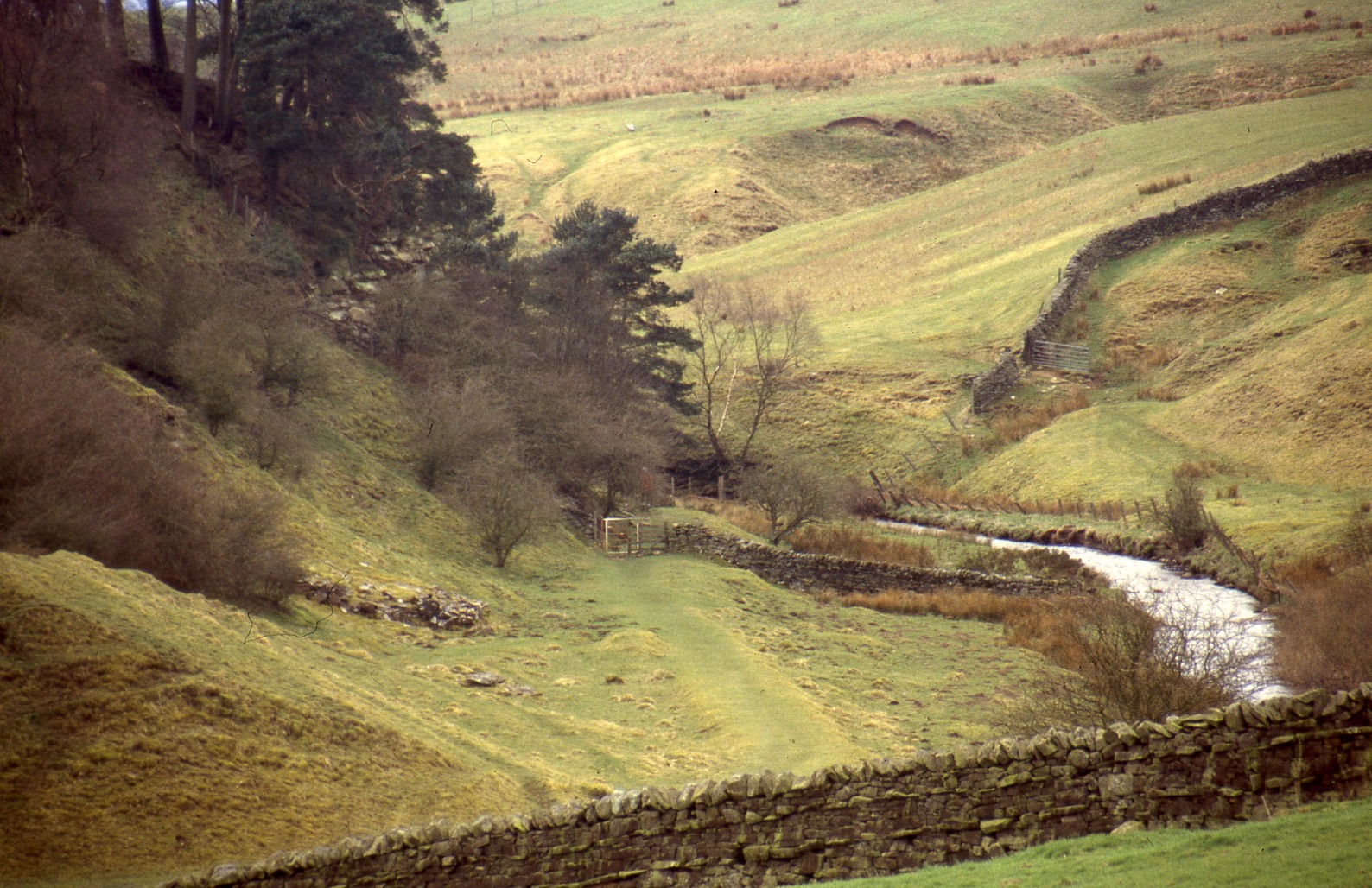
Warks Burn

## Klimat
Kustklimat råder i trakten. Årsmedeltemperaturen i trakten är 6 °C. Den varmaste månaden är juli, då medeltemperaturen är 14 °C, och den kallaste är december, med −2 °C.